# Hirtenhaus (Weismain)
Das Hirtenhaus ist ein Fachwerkhaus in der oberfränkischen Stadt Weismain, mit der Adresse Von-Rudhardt-Straße 11. Unter der Nummer D-4-78-176-64 ist das Haus als Baudenkmal durch das Bayerische Landesamt für Denkmalpflege geschützt. Es diente ehemals als Wohnung des Gemeindehirten und auch als Armenhaus der Stadt und befindet sich heute in Privatbesitz.

## Geschichte
Das Gebäude wurde im späten 18. Jahrhundert im Auftrag der Stadt Weismain errichtet. Da Schäfer und Hirten damals zur unteren sozialen Rangskala gehörten und dementsprechend oftmals arm waren, wurde ihnen das Haus von der Stadt Weismain als Dienstwohnung gestellt. Es dient heute als privates Wohnhaus.

## Architektur
Das Haus zeugt vom allgemeinen Niedergang der Fachwerkbauweise, der gegen Mitte des 18. Jahrhunderts einsetzte. Es handelt sich um ein zweigeschossiges Walmdachhaus mit einfachem, nüchternem Fachwerk ohne nennenswerte Zierformen. So treten die rein konstruktiven Bauteile verstärkt in den Vordergrund und es entsteht eine Art „Gitterfachwerk“. Gegliedert wird es nur durch einfache Andreaskreuze in den Brüstungen des Obergeschosses sowie durch wandhohe K-Streben. Die Fassade blieb aus Kostengründen unverputzt und stand damit im Kontrast zu den anderen Fachwerkbauten der Stadt, die zu dieser Zeit meist aus modischen Gründen verschiefert oder verputzt wurden.